# Le tombeau de Couperin

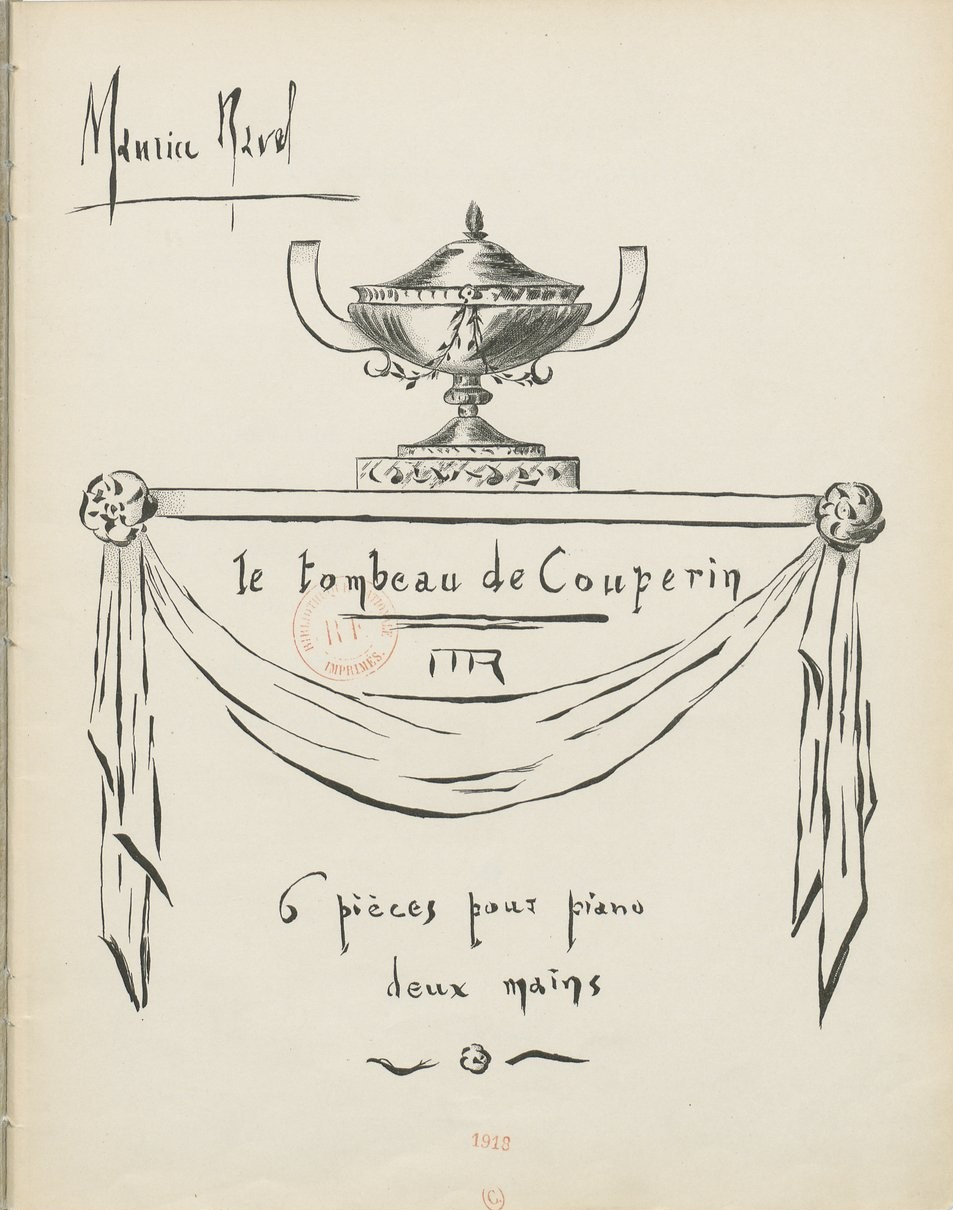

Le Tombeau de Couperin ("De gedenksteen voor Couperin") is een compositie van de Franse componist Maurice Ravel. Elk deel van dit werk is opgedragen aan een van de vrienden van de componist die tijdens de Eerste Wereldoorlog waren gesneuveld.
Ravel wilde met dit werk meer in het algemeen eer bewijzen aan de Franse klavecimbelsuite uit de Barokperiode en niet zozeer specifiek aan Couperin zelf. Dit deed hij door de structuur van de Baroksuite als uitgangspunt te nemen.
Het werk werd gecomponeerd in de jaren 1914 - 1917, oorspronkelijk als een zesdelig pianowerk. Het werd voor het eerst op 11 april 1919 uitgevoerd door Marguerite Long in de Salle Gaveau in Parijs.

## De zes delen van de pianoversie
- Prelude, opgedragen aan Luitenant Jacques Charlot
- Fuga, opgedragen aan Onderluitenant Jean-Louis Cruppi
- Forlane, opgedragen aan Luitenant Gabriel Deluc
- Rigaudon, opgedragen aan Pierre & Pascal Gaudin, broers van Marie Gaudin (1879-1976) en haar zuster Jane Courteault (1880-1979) met wie Ravel tijdens zijn hele leven nauwe contacten onderhield. De twee broers werden tijdens de Eerste Wereldoorlog gedood door dezelfde granaat.
- Menuet, opgedragen aan Jean Dreyfus
- Toccata, opgedragen aan Kapitein Joseph de Marliave

## Orkestversie
In 1919 orkestreerde Ravel vier delen van deze compositie voor uitvoeringen als balletmuziek en publiceerde die onder de titel "Le Tombeau de Couperin, Suite d'orchestre". De vier delen zijn achtereenvolgens Prelude, Forlane, Menuet en Rigaudon.
Deze versie is geschreven voor 2 fluiten, hobo, Engelse hoorn, 2 fagotten, 2 klarinetten, 2 hoorns, trompet, harp en strijkorkest. In februari 1920 vond in Parijs de eerste uitvoering plaats van deze versie.